# Gioan Hồng Sơn Xuyên
Gioan Hồng Sơn Xuyên S.V.D. (tiếng Trung: 洪山川; Hung Shan-chuan; sinh 1943) là một Giám mục người Đài Loan của Giáo hội Công giáo Rôma. Ông nguyên là Tổng giám mục chính tòa Tổng giáo phận Đài Bắc.

## Tiểu sử
Tổng giám mục Xuyên sinh ngày 20 tháng 11 năm 1943 tại đảo Bành Hồ. Năm 29 tuổi (1972) ông gia nhập hội dòng Society of the Divine Word, viết tắt là S.V.D. Ngày 23 tháng 6 cùng năm, ông trở thành linh mục của dòng này.
Ngày 16 tháng 1 năm 2006, Tòa Thánh quyết định bổ nhiệm linh mục Gioan Hồng Sơn Xuyên làm Giám mục chính tòa Giáo phận Gia Nghĩa. Lễ tấn phong cho vị tân chức diễn ra ngay sau đó vào ngày 28 tháng 2 cùng năm. Chủ phong là Hồng y Phaolô Thiện Quốc Tỷ S.J., Nguyên giám mục chính tòa Giáo phận Cao Hùng, Đài Loan. Hai giám mục phụ phong gồm tổng giám mục Đài Bắc Giuse Trịnh Tái Phát và Giám mục Phêrô Lưu Chấn Trung, giám mục Cao Hùng.
Ngày 9 tháng 11 năm 2007, Tòa Thánh thuyên chuyển giám mục Xuyên, bổ nhiệm ông làm Tổng giám mục Tổng giáo phận Đài Bắc, kế nhiệm Tổng giám mục Giuse Trịnh Tái Phát về hưu. Ông hồi hưu ngày 23 tháng 5 năm 2020 vì tuổi tác, theo giáo luật.